# Войшелк
Войше́лк Міндо́вгович (лит. Vaišelga, біл. Войшалк; староукр. Воишелкъ, бл.1225 — 1268 або 1269) — князь Новогрудський (бл.1258—1259), великий князь Литовський (1264—1267). Син великого князя Литовського Міндовга. У схимі — Лавр.

## З життєпису
У 1254 році, відповідно до мирного договору з Романом Даниловичем, Новогрудок і всі підвладні йому міста (Слонім, Вовковиськ і інші) були дані Роману від Міндовга як верховного правителя, і від його сина Войшелка, як безпосереднього правителя.
За «Літописом Руським» у 1255—1257 роках пробув у місті Полонному в монастирі послушником в ігумена Григорія.
1259 року Новогрудок знову повернувся від владу Войшелка. Під час князювання у Новогрудку прийняв християнство. Після невдалої спроби паломництва у Палестину заснував власний монастир поблизу Новогрудка (пізніше відомий під назвою Лавришівський монастир). Після вбивства Міндовга у 1263 році втік до Пінська, дав клятву помститися за батька і тимчасово відмовився від чернецтва.
1264 року отримав військову допомогу від Пінських князів та Волинських князів і став Великим князем Литовським — першим православним Великим князем в історії Литовського князівства. Упродовж 1264—1267 років — Великий князь Литовський. Одночасно субмонархом та спадкоємем трону був Галицький князь Шварно Данилович.
Войшелк відновив створений батьком військово-політичний союз етнічних литовських та білоруських земель, і почав об'єднувати Литву та українські землі, опираючись на підтримку православного населення та місцевих князів.
1267 року добровільно передав престол Шварну Даниловичу, що був одружений з його сестрою, знову пішов у монастир.
У квітні 1268 року убитий претендентом на литовський престол Левом Даниловичем під час перебування у гостях у галицько-волинського князя Василька Романовича (їздив до Свято-Михайлівського монастиря біля Володимира). Похований поблизу Василівської церкви міста Володимир.